# اسکی آلپاین در المپیک زمستانی ۲۰۱۴
اسکی آلپاین در بازی‌های المپیک زمستانی ۲۰۱۴ از ۹ تا ۲۲ فوریه ۲۰۱۴ در کراسنایا پولیانا برگزار شد.

## مدال‌ها

### جدول مدال‌ها
| رتبه            | کشور                      | طلا | نقره | برنز | مجموع |
| --------------- | ------------------------- | --- | ---- | ---- | ----- |
| ۱               | اتریش (AUT)               | ۳   | ۴    | ۲    | ۹     |
| ۲               | ایالات متحده آمریکا (USA) | ۲   | ۱    | ۲    | ۵     |
| ۳               | سوئیس (SUI)               | ۲   | ۰    | ۱    | ۳     |
| ۴               | اسلوونی (SLO)             | ۲   | ۰    | ۰    | ۲     |
| ۵               | آلمان (GER)               | ۱   | ۱    | ۱    | ۳     |
| ۶               | نروژ (NOR)                | ۱   | ۰    | ۲    | ۳     |
| ۷               | ایتالیا (ITA)             | ۰   | ۱    | ۱    | ۲     |
| ۷               | فرانسه (FRA)              | ۰   | ۱    | ۱    | ۲     |
| ۹               | کرواسی (CRO)              | ۰   | ۱    | ۰    | ۱     |
| ۱۰              | کانادا (CAN)              | ۰   | ۰    | ۱    | ۱     |
| مجموع (۱۰ کشور) | مجموع (۱۰ کشور)           | ۱۱  | ۹    | ۱۱   | ۳۱    |